# Physical Review Letters
Physical Review Letters (angleško Pisma Fizikalnega obzornika) je ena najuglednejših fizikalnih strokovnih znanstvenih revij. Od leta 1958 jo izdaja Ameriško fizikalno društvo (APS) kot nov poganjek revije Physical Review.
V Physical Review Letters objavljajo kratke članke, imenovane »pisma« (letters) z največ štirimi stranmi. Revija je v letu 2008 praznovala petdeseletnico.